# وایولت همینگ
وایولت همینگ (انگلیسی: Violet Heming; ۲۷ ژانویهٔ ۱۸۹۵ – ۴ ژوئیهٔ ۱۹۸۱) هنرپیشه اهل ایالات متحده آمریکا بود.
از فیلم‌ها یا برنامه‌های تلویزیونی که وی در آن نقش داشته‌است می‌توان به پری دریایی و هزینه اشاره کرد.